# Воля-Оталенська
Воля-Оталенська (пол. Wola Otałęska) — село в Польщі, у гміні Чермін Мелецького повіту Підкарпатського воєводства.
Населення — 434 особи (2011).
У 1975-1998 роках село належало до Ряшівського воєводства.

## Демографія
Демографічна структура станом на 31 березня 2011 року:
|          | Загалом | Допрацездатний вік | Працездатний вік | Постпрацездатний вік |
| -------- | ------- | ------------------ | ---------------- | -------------------- |
| Чоловіки | 208     | 32                 | 151              | 25                   |
| Жінки    | 226     | 49                 | 126              | 51                   |
| Разом    | 434     | 81                 | 277              | 76                   |